# Леффренкук
Леффренку́к (фр. Leffrinckoucke, нидерл. Leffrinkhoeke) — коммуна во Франции, регион О-де-Франс, департамент Нор, округ Дюнкерк, кантон Дюнкерк-2. Пригород Дюнкерка, в 5 км от центра города на побережье Северного моря. Через территорию коммуны проходит автомагистраль А16 «Европейская».
Население (2017) — 4 262 человека.

## История
На территории коммуны Леффренкук разворачивались события двух крупных сражений — Битвы в дюнах в 1658 году и Битвы за Дюнкерк (операция «Динамо») в мае-июне 1940 года.
После войны 1870 года Леффренкук был частью «пояса безопасности», возведенного на территории приграничных коммун. От этого времени сохранились казармы, в которых ранее размещались солдаты, а теперь проводят сборы добровольцы из молодёжных организаций.

## Экономика
Структура занятости населения:
- сельское хозяйство — 2,3 %
- промышленность — 54,3 %
- строительство — 2,0 %
- торговля, транспорт и сфера услуг — 14,9 %
- государственные и муниципальные службы — 26,4 %

Уровень безработицы (2017) — 16,9 % (Франция в целом — 13,4 %, департамент Нор — 17,6 %). 

Среднегодовой доход на 1 человека, евро (2017) — 21 720 (Франция в целом — 21 110, департамент Нор — 19 490).

## Демография
Динамика численности населения, чел.

## Администрация
Пост мэра Леффренкука с 2020 года занимает Оливье Рикбюш (Olivier Ryckebusch). На муниципальных выборах 2020 года возглавляемый им центристский список одержал победу во 2-м туре, получив 47,85 % голосов (из трех списков).
| Период | Период | Фамилия         | Партия                  | Примечания                                |
| ------ | ------ | --------------- | ----------------------- | ----------------------------------------- |
| 1965   | 1989   | Альфонс Ле Флош |                         | вице-президент ассоциации коммун Дюнкерка |
| 1989   | 2001   | Раймон Дюбуа    |                         |                                           |
| 2001   | 2020   | Бернар Весбекер | Европа Экология Зелёные | вице-президент ассоциации коммун Дюнкерка |
| 2020   |        | Оливье Рикбюш   | Разные центристы        |                                           |

## Города-побратимы
- Венгожево, Польша